# Fosfuro de galio
El fosfuro de galio (GaP), un fosfuro de galio, es un material semiconductor compuesto con una brecha de banda indirecta de 2,24 eV a temperatura ambiente. El material policristalino impuro tiene el aspecto de piezas de color naranja pálido o grisáceo. Los monocristales no dopados son anaranjados, pero las obleas fuertemente dopadas parecen más oscuras debido a la absorción de portadores libres. Es inodoro e insoluble en agua.
El GaP tiene una microdureza de 9450 N/mm2, una temperatura Debye de 446 K (173 °C) y un coeficiente de dilatación térmica de 5,3 ×10-6 K-1 a temperatura ambiente. El azufre, el silicio o el telurio se utilizan como dopantes para producir semiconductores de tipo n. El zinc se utiliza como dopante para el semiconductor de tipo p.
El fosfuro de galio tiene aplicaciones en sistemas ópticos. Su constante dieléctrica estática es de 11,1 a temperatura ambiente. Su índice de refracción varía entre ~3,2 y 5,0 en el rango visible, lo que es superior al de la mayoría de los demás materiales semiconductores, En su rango transparente, su índice es superior al de casi cualquier otro material transparente, incluidas piedras preciosas como el diamante, o lentes sin óxido como el sulfuro de zinc.

## Diodos emisores de luz
El fosfuro de galio se utiliza desde los años sesenta en la fabricación de diodos emisores de luz (LED) rojos, naranjas y verdes de bajo y medio brillo. Se utiliza solo o junto con el fosfuro de arseniuro de galio.
Los LED de GaP puro emiten luz verde a una longitud de onda de 555 nm. El GaP dopado con nitrógeno emite luz verde amarillenta (565 nm), y el GaP dopado con óxido de zinc emite luz roja (700 nm).
El fosfuro de galio es transparente para la luz amarilla y roja, por lo que los LED de GaAsP sobre GaP son más eficaces que los de GaAsP sobre GaAs.

## Crecimiento cristalino
A temperaturas superiores a ~900 °C, el fosfuro de galio se disocia y el fósforo se escapa en forma de gas. En el crecimiento de cristales a partir de una fusión a 1500 °C (para obleas de LED), esto debe evitarse reteniendo el fósforo con una capa de óxido bórico fundido a una presión de gas inerte de 10-100 atmósferas. El proceso se denomina crecimiento Czochralski encapsulado en líquido (LEC), una elaboración del proceso Czochralski utilizado para obleas de silicio.